# Bousinixis
Bousinixis là một chi bướm đêm thuộc họ Noctuidae.